# Wrestling Observer Newsletter
El Wrestling Observer Newsletter (WON) es un boletín que cubre lucha libre profesional y artes marciales mixtas.
Fundado en forma impresa en 1982 por Dave Meltzer, su sitio web Wrestling Observer se fusionó con el sitio web Figure Four Weekly de Bryan Álvarez en 2008. Ediciones se ofrecen en formato impreso y digital. El boletín a menudo se considera el primer «dirt sheet», una publicación de lucha libre que cubre el arte desde una perspectiva de la vida real.

## Wrestling Observer Newsletter
Los inicios del Wrestling Observer Newsletter se remontan a 1980, cuando Meltzer comenzó una encuesta anual entre aquellos con quienes se relacionaba con respecto a la lucha libre profesional. Según Meltzer, al principio solo era un fan. Poco tiempo después, comenzó a mantener una lista de intercambio de cintas y, ocasionalmente, enviaba resultados de combates y actualizaciones de noticias junto con actualizaciones de las cintas. Meltzer declaró que quería mantener a sus amigos en la universidad «al tanto» para su intercambio de cintas, así como los acontecimientos en el negocio, ya que las principales revistas de lucha libre atendían a un grupo demográfico algo más joven.
Esto condujo directamente a la formación del WON, que Meltzer comenzó a publicar en 1982 como una manera de mantener a los fanáticos informados de las diversas promociones regionales de lucha libre de las que los lectores pueden no haber tenido conocimiento o no podían acceder. WON se publicó desde el principio en varias comunidades del norte de California, excepto por un período de seis meses a fines de 1983 y principios de 1984, cuando Meltzer residía en Wichita Falls, Texas. Durante la mayor parte de su existencia, se ha publicado desde Campbell, California, un suburbio de San José. La publicación fue originalmente una publicación de 16 a 24 páginas en un papel de 8 ½ por 14 pulgadas y publicada aproximadamente cada dos o tres semanas.
Meltzer contempló un cambio de carrera a mediados de los años ochenta. Iba a ser contratado para cubrir fútbol y e iba a simplemente contribuir a otros boletines de lucha libre. En 1985, anunció que cesaría publicación, citando el desinterés por el panorama de la lucha libre de aquel entonces y demasiado tiempo para dedicarlo a la contabilidad y las listas de correo. En ese momento, continuó ofreciendo ediciones del WON en forma «temporal» como un semanario de 8 páginas en papel de 8 ½ por 11 pulgadas solo para completar el resto de sus suscripciones. La respuesta de los lectores lo convenció de seguir con el WON como su carrera. Comenzó a escribir el WON a tiempo completo en 1987, conservando el formato más pequeño de 8 páginas. Para este punto, Meltzer comenzó a aparecer en los principales eventos de lucha libre, al principio principalmente en Japón. Fue visto como un espectador en la primera fila en Chi-Town Rumble en 1989, sentado junto a Brad Muster, en ese momento un fullback con los Chicago Bears.
Los primeros años de WON también estuvieron marcados por revelar noticias internas y varios sucesos detrás de escena en la industria, un enfoque innovador en una era en la que el kayfabe aun era aplicado estrictamente. El enfoque de Meltzer se benefició de contactos profesionales, una perspectiva histórica y su propio análisis de tendencias, datos y eventos. La Traición de Montreal de la WWF de 1997 fue cubierta exhaustivamente por el WON, incluidos los eventos tras bastidores, incluido el propio Bret Hart. Meltzer publicó evidencias basadas en datos que sugieren cifras de asistencia récord infladas para WrestleMania III y WrestleMania 23. Dio un amplio espacio a varios escándalos de lucha libre, incluido el juicio de esteroides de 1990 de Vince McMahon, la investigación del doble homicidio-suicidio de Chris Benoit y la alta tasa de mortalidad por drogas dentro de la lucha libre. Su boletín también era conocido por sus largos obituarios de figuras de la lucha libre fallecidas, así como por el deseo de narrar las muertes de todas las figuras de la lucha libre posibles, sin importar cuán pequeñas sean.
Meltzer declaró que este nuevo enfoque más periodístico para cubrir la lucha libre le ganó el desprecio de muchos dentro del negocio de la lucha libre. Sin embargo, Terry Funk y Bill Watts fueron partidarios tempranos de WON desde dentro del negocio. Cuando los lectores comenzaron a debatir acaloradamente si los promotores de la lucha libre leían o no la publicación, Meltzer publicó una carta al editor de Watts, que en aquel momento aún era promotor. También le dio crédito al promotor de Houston, Paul Boesch, por llevarlo bajo su ala en la década de 1980 y enseñarle cómo funciona el negocio. A medida que el negocio evolucionó junto con el boletín, Meltzer ganó un poco más de aceptación.
Ya que las grandes promociones de lucha libre nunca reconocían la existencia de «dirt sheets», Meltzer tuvo que encontrar otras formas de anunciar su boletín de noticias. Anuncios y otras promociones a menudo se publicaban en publicaciones de kayfabe y semi-kayfabe. Las primeras fuentes de conocimiento de la existencia de WON fueron The Wrestling News, publicada por Norman Kietzer, así como Factsheet Five. Esta última no era una publicación de lucha libre, pero el WON y otras dirt sheets de lucha libre constituyeron una cantidad significativa de su cobertura. Otras revistas como Wrestling Main Event y Wrestling Eye también le hicieron menciones. Meltzer también pudo anunciar su publicación durante varias apariciones como invitado en programas de radio de lucha libre y en editoriales como invitado en diversos periódicos nacionales.
Con la aparición de Internet y los sitios web de lucha libre que pueden proporcionar noticias en tiempo real, el WON actualmente difiere en la forma en que cubre la escena de lucha libre, ya que proporciona más editorial y análisis sobre las noticias y el impacto que podrían tener en el negocio. Luchadores como Konnan han declarado haber visto copias del WON en el escritorio de la oficina de Vince McMahon. Se cree que muchas, si no la mayoría, de las estrellas más importantes de WWE y otras promociones importantes son suscriptores, aunque pocas lo admiten públicamente. Varios se suscribieron con sus nombres de nacimiento, en lugar de sus nombres artísticos, en un esfuerzo por cubrir su verdadera identidad. La esposa de Howard Finkel fue reconocida públicamente por Meltzer como una suscriptora de WON temprana, y en ese momento, el alcance más cercano que la publicación probablemente tenía con McMahon, lo que Meltzer afirmó en respuesta a un lector que preguntaba la posibilidad de que McMahon leyera la publicación.
A pesar de que no es un luchador o parte de una promoción, Meltzer ha sido referenciado ocasionalmente dentro de la lucha libre profesional. En la promoción de corta duración, la Universal Wrestling Federation (UWF), un jobber luchó bajo el nombre de Dave «The Observer» Meltzer. En 2014, The Young Bucks introdujeron un movimiento final, combinando un springboard 450 splash con un spike piledriver, y lo denominaron «Meltzer Driver». Basado en este movimiento, en 2016, The Addiction introdujo un movimiento final, combinando un double jump moonsault con un spike piledriver, y lo apodó como el «Best Meltzer Ever», y además, Ricochet y Matt Sydal introdujeron un movimiento final que combina un shooting star press con un spike piledriver que se denomina «Shooting Star Meltzer Driver».
El boletín de noticias de Meltzer ha llevado a seguidores leales y programas de radio. Después de obtener un empleo en The National Sports Daily en 1990, Meltzer finalmente pudo abrir un diálogo con Vince McMahon, lo que llevó a la elevación tanto de la reputación como de los lectores de Meltzer. En su primera autobiografía, Mick Foley declaró que fue la cobertura de WON en sus circuitos independientes lo que hizo que World Championship Wrestling (WCW) considerara firmarlo, ya que estaba en contra del «tipo». Foley también escribió que los promotores como Watts a veces cambiaban la dirección del booking en su totalidad según las opiniones expresadas en el boletín informativo de Meltzer.
En mayo de 2015, Meltzer informó que Destination America había decidido cancelar Impact Wrestling a finales de septiembre de 2015. Total Nonstop Action Wrestling (TNA) negó con vehemencia los informes, alegando que «constituyen difamación» y que estaban «buscando todos los recursos legales disponibles», pero TNA estaba fuera de Destination America en enero de 2016 y nunca se presentaron cargos legales.

## WONHall of Fame
Al igual que otros salones de la fama de la lucha libre, como los salones de la fama WWE, Impact y WCW, el salón de la fama del Wrestling Observer Newsletter no es un lugar físico. Cada año, Meltzer lleva a cabo una encuesta de personas enteradas selectas y luchadores para determinar los nuevos miembros del salón de la fama de WON. Pro Wrestling Illustrated ha adoptado el salón de la fama de WON como propio.

## Wrestling Observer Live
Meltzer fue el expresentador de Wrestling Observer Live, un programa de radio de lucha libre. Fue coanfitrión del programa con Bryan Álvarez, editor del boletín semanal Figure Four Weekly. Meltzer y Álvarez organizaron el show todos los domingos por la noche de 8:00 a 10:00 p. m. EST en la red de radio Sports Byline Radio Network. Debido a que el programa se transmitió los domingos por la noche, repeticiones se transmitieron en las noches en las que hubo pago por visión de WWE. El programa debutó en octubre de 1999 y se emitió cinco días a la semana en el canal de radio por Internet, eYada.com. eYada cerró el 9 de julio de 2001, con Wrestling Observer Live, su programa con la calificación más alta, siendo el último programa que se emitió en la estación. Wrestling Observer Live fue recogido por Sports Byline, un sindicato de radio, el 17 de marzo de 2002, y desde entonces se ha mantenido en su posición actual. Meltzer dejó de aparecer regularmente en septiembre de 2007, pero sigue apareciendo con moderación. Los domingos por la noche, Meltzer apareció regularmente en un segmento del programa de radio Live Audio Wrestling antes de la cancelación del programa.

## Transición en línea
El 12 de junio de 2008, el sitio web del Wrestling Observer Newsletter se fusionó con el sitio web Figure Four Weekly de Álvarez, utilizando el diseño de este último. Después de ser un boletín de noticias disponible únicamente de manera impresa durante más de 25 años (aparte de un breve período en el que también estaba disponible por correo electrónico en 2000), el Observer estuvo disponible para los suscriptores en línea a través del sitio web.